# Сестренки (Саратовская область)
Сестренки — упразднённая деревня в Екатериновском районе Саратовской области России. Входила в состав Андреевского муниципального образования. Упразднена в 2009 году.

## География
Деревня находилась в северной части Саратовского Правобережья, в пределах Окско-Донской равнины, в степной зоне, на правом берегу реки Еланки, на расстоянии примерно 24 километров (по прямой) к северо-северо-западу от посёлка городского типа Екатериновка.
Климат
Климат характеризуется как континентальный с холодной малоснежной зимой и сухим жарким летом. Среднегодовая температура воздуха — 4,6 °C. Средняя многолетняя температура самого холодного месяца (января) составляет −13 °С (абсолютный минимум — −43 °С), температура самого тёплого (июля) — 20 °С (абсолютный максимум — 40 °С). Средняя продолжительность безморозного периода 140—150 дней. Среднегодовое количество атмосферных осадков — 500 мм, из которых 225—320 мм выпадает в период с апреля по октябрь. Снежный покров держится в среднем 130—140 дней в году.

## Население
Согласно результатам переписи 2002 года в деревне отсутствовало постоянное население